# Torre de Cap Andritxol
Torre Cap Andritxol  es una torre defensiva situada en el municipio de Calviá

## Historia
La torre del Cap Andritxol fue construida en 1580 y fue reformada dos años más tarde. En los siglos XVI, XVII y XVIII estaba en uso y en 1850 estaba en mal estado y necesitaba reparaciones de urgencia. Se tienen documentadas varias noticias de estos siglos.
En 1592 el Gran y General Consejo aprueba construir una plataforma empedrada y arreglar la garita. En 1621 se repara la terraza, y en 1626 se rebaja el muro superior. En el año 1715 el Ayuntamiento de Calviá informa de que se ha de arreglar la garita, rehacer el pavimento de la terraza, hacer una escalera de madera para subir a la escalera superior y arreglar la puerta. En 1754 se vuelve a hacer necesario arreglar la terraza.
En el año 1769 la torre forma parte de la posesión de Son Fortuny, del Marqués de la Romana, y en 1794 se sabe que se encontraba en buen estado, pero que sería aconsejable trasladar el almacén de pólvora desde la cámara principal en la terraza, para evitar accidentes con el fuego que encienden los torreros para calentarse.
Hacia 1850 consta que la torre se encuentra en mal estado y que requiere de urgente reparación. En 1867, por la RO de 15 de febrero, el Ejército devuelve al Estado la torre y la caseta de Andritxol.
En el año 2002 se realizó una intervención de restauración de la torre, consistente en la consolidación de paramentos y la restitución de algunas piezas del matacán. También se suplementó la altura de los muretes superiores con placas de hierro corten, pero no se ha podido acceder al interior de la torre ni en la terraza superior, por lo que no se ha podido evaluar el estado de estos elementos pasados los años. Se han localizado en el entorno cercano de la torre sillares que muy probablemente habrían formado parte de la edificación original.
Situada entre Camp de Mar y Cala Fornells, en la zona sureste de la Sierra de Tramontana, la torre se ubica sobre una atalaya rocosa a unos 180 m sobre el nivel del mar. Todo el entorno que conforma la atalaya rocosa donde se ubica la torre, se conserva en estado natural, con predominio de pinares y vegetación arbustiva como lentisco y palmito.

## Descripción
Torre de defensa cilíndrica, con una cámara principal y una terraza superior que ha sido objeto de diversas modificaciones. Tiene planta circular, con un diámetro aproximado de 6,7 metros. La pared de la torre es de mampostería en verde, que presenta reposiciones de mortero de diferentes momentos, algunos de la última restauración. El acceso a la torre se hacía a través de un portal adintelado, ubicado a unos cuatro metros sobre el nivel del suelo, delimitado por piezas de piedra arenisca. No se conservan vestigios de la antigua escalera de acceso a la torre.
A pocos metros de la torre están los restos de lo que debieron ser las barracas de los torreros, hoy muy modificadas.
Por otra parte también hay que destacar el camino de acceso, incluido en el catálogo de caminos del término de Andrach con el número 18 (camino de sa torre de Andritxol) realizado por el Consejo Insular de Mallorca. Se trata de un camino de herradura sustentado por márgenes y con el firme de piedras, que ha sido seccionado parcialmente por una pista forestal.
Su ubicación en un espacio que conserva su aspecto natural prácticamente inalterado, así como la localización de fragmentos de cerámica vidriada, datables en época moderna, hace que deban tenerse en cuenta los aspecto arqueológicos en todo el ámbito delimitado.

## Estado de conservación
El estado de conservación de la tipología es bueno, a pesar de las modificaciones que ha sufrido, pues éstas son algo habitual para adaptar las torres a las novedades de la artillería. A juzgar por los elementos que se pueden apreciar desde el exterior, se conserva la mayoría de rasgos tipológicos originales. En el año 2002 se llevó a cabo una intervención con la que se instalaron planchas de hierro corten alrededor de la terraza, con el fin de simular la definición original del elemento, y que tienen un impacto importante tanto En cuanto al volumen como la visión frontal, cromatismo y configuración material de la torre. En cuanto a las barracas ubicadas en las proximidades de la torre, se constata una intervención en la cubierta y los dinteles de las aberturas. Se constata una capa de hormigón, sin presencia de tejas.
El estado de conservación físico de la torre es bueno, ya que el bien fue objeto de una restauración en 2002. Estas intervenciones son visibles a los mortero de cal aplicados a los paramentos, y la aplicación de las planchas de acero corten en la parte superior. Se observa que la torre aún conserva partes con revestimientos originales, en la franja superior. Así y todo, se observan zonas en las que se ha desprendido el mortero de revestimiento (principalmente bajo el matacán). La base de la torre presenta vegetación invasiva que ha comenzado a cubrir los paramentos.
En cuanto al estado de conservación del entorno, hay que referirse, por un lado, a la posibilidad de conexión visual de esta torre con las sucesivas. Esta posibilidad ha perdurado hasta la actualidad. Como ya se ha señalado, su entorno no se ha visto modificado por intervenciones posteriores, a excepción de un camino nuevo de acceso a la torre, conservándose en todo el entorno pinares y vegetación arbustiva.